# Paroedura lohatsara
Paroedura lohatsara — вид геконоподібних ящірок родини геконових (Gekkonidae). Ендемік Мадагаскару.

## Поширення й екологія
Paroedura lohatsara є ендеміками гірського масиву Монтань-д'Амбр на півночі острова Мадагаскар. Вони живуть у сухих тропічних лісах, що ростуть серед карстових скель, на висоті від 140 до 320 м над рівнем моря.

## Збереження
МСОП класифікує цей вид як такий, що перебуває на межі зникнення. Paroedura lohatsara загрожує знищення природного середовища.